# میرابیلیس
میرابیلیس (انگلیسی: Mirabilis) شرکت فناوری اطلاعات اسرائیلی است، که در سال ۱۹۹۶ تأسیس شد. 